# Phil Fasciana
Phil Fasciana (ur. 31 grudnia 1969) – amerykański muzyk, kompozytor i instrumentalista. Phil Fasciana znany jest przede wszystkim z wieloletnich występów w deathmetalowej grupie muzycznej Malevolent Creation w której pełni funkcję gitarzysty. Do 2010 roku wraz z grupą nagrał jedenaście albumów studyjnych. Od 1994 roku jest także członkiem zespołu HatePlow. Wraz z formacją nagrał dwa albumy studyjne.
W 1998 roku Fasciana został aresztowany wraz członkami zespołu Malevolent Creation oraz ekipą techniczną. Według lidera formacji przyczyną zatrzymania były trzy uncje marihuany będące w posiadaniu perkusisty Dave'a Culrossa.
Według muzyka 3 lipca 2009 roku w Fort Lauderdale w trakcie napadu rabunkowego w sklepie oddano w jego kierunku strzały z broni palnej. Fasciana stwierdził także iż oddał w kierunku w napastnika dwa strzały w wyniku czego ten poniósł śmierć. Jednakże według miejscowej policji zdarzenie nie miało miejsca i nie zostało odnotowane w kartotece. Odnotowany został tylko przypadek udziału gitarzysty w incydencie z 1 kwietnia 2009 roku związanym z przemocą domową.
W lipcu 2025 roku, w trakcie europejskiej trasy koncertowej z Massacre, Deathbringer i Invictus, muzyk trafił do szpitala we francuskim Montpellier w stanie krytycznym. Lekarze zdiagnozowali u Fasciany ciężki przypadek bakteryjnego zapalenia płuc.